# Nikola Nováková
Nikola Nováková (* 9. října 1975 Praha) je česká malířka, dcera české spisovatelky Alexandry Berkové a malíře Vladimíra Nováka.
V letech 1991-1995 studovala Výtvarnou školu Václava Hollara v Praze a poté v letech 1995–2002 vystudovala UMPRUM, atelier malby Prof. Pavla Nešlehy. Se svým manželem, Francouzem Roger Henri Merie-Joseph Sauvage, Marquis de Brantes mají děti a zrekonstruovali bývalé JZD na Křivoklátsku, nyní Château Novak, kde nabízejí ubytování.

## Výstavy
Samostatné výstavy:
- 1999 P.E.N. Club, Praha

Galerie Gema, Praha
- 2000 Galerie Měsíc ve dne, České Budějovice

Galerie Nostalgická myš, Šemánovice (spolu s Klárou Stodolovou)
- 2002 Diplomová práce, Vysoká škola uměleckoprůmyslová, Praha

- 2004 Letní bouřka, Galerie Litera, Praha

- 2005 Letem, Galerie Louvre, Praha

- 2007 Obrazy, Alex Int., Praha ( katalog )

- 2010 Uruguay, Uruguay…, Galerie Havelka, Praha ( katalog )

Kolektivní výstavy:
- 1996 Mladí a neklidní, Galerie Umění, Karlovy Vary (katalog)

- 1999 Nemocnice Motol, Praha

- 2000 Portrét 2000, U bílého jednorožce, Klatovy (katalog)

- 2001 Projekt Továrna, Techo Praha (katalog)

- 2002 Galerie Gambit, Praha

Typický Obraz, Woxart v Galerii Mánes, Praha (katalog)
1. Salon mladých umělců, Galerie Rozehnal, Praha
- 2004 Městská Galerie, Yokohama (katalog), JPN

- 2005 Saibu Galerie, Matsuyama (katalog), JPN

## Dílo
- Nikola Nováková: Uruguay, Uruguay, Galerie Havelka, Praha, 2010, ISBN 978-80-87390-02-3, 18 s.
- Nikola Nováková: Hrací karty: Jednohlavé karty mariášové, N. Nováková, Praha, 2012, 1. vydání
- Alexandra Berková: O psaní, Trigon, 2014, 1. vyd., ilustrace N. Nováková, ISBN 978-80-87908-01-3, 116 s.